# Хлусович Олена Миколаївна
Оле́на Микола́ївна Хлусо́вич (нар. 2 грудня 1969) — українська легкоатлетка, олімпійка, майстер спорту України міжнародного класу.

## З життєпису
Народилася 1969 року. Спортом займалася в Сумській обласній дитячо-юнацькій спортивній школі.
Срібна призерка Чемпіонату України з легкої атлетики-1995 — 13.90 м, 1996 — 14.33 м, та 2000 років — 14.01 м.
Учасниця Олімпійських ігор 1996 та 2000 років.
Найкращий особистий стрибок — 14,38 метра, досягнутий під час кваліфікаційного раунду 1996 року.
До 2019[джерело?] обіймала посаду заступника директора київської ДЮСШ «Старт».